# Robert H. Pearson
Robert Hamilton Pearson (Ossining, 8 maart 1924 – Copiague, 10 december 1996) was een Amerikaans componist, muziekpedagoog en dirigent.

## Levensloop
Pearson studeerde aan het Ithaca College School of Music in Ithaca (New York) alsook aan de Hofstra Universiteit in Hempstead. Vervolgens was hij eerst als muzikant in verschillende dansorkestjes en ensembles voor amusementsmuziek werkzaam. Tijdens zijn militaire dienst was hij muzikant in de Muziekkapel van het 11e Kentucky Infanterie Regiment onder leiding van Joseph S. Willis en  David Poole bezig. Als docent en dirigent van de harmonieorkesten werkte hij aan de Freeport High School, Freeport. 
Als componist schreef hij vooral werken voor harmonieorkesten.
Robert H. Pearson overleed in 1996 op 72-jarige leeftijd.

## Composities

### Werken voor harmonieorkest
- 1964 Alegria
- 1964 Minuteman (Concert March)
- 1965 Palomar, symfonische mars
- 1965 Repercussion
- 1968 Watergate March
- Concert Piece
- Impressions
- March Past of the Kitchen Utensils from The Wasps
- Procession
- Song for Winds
- Suite for Band
- Winter Frolic